# Východní Locarno
Východní Locarno (též tzv. východní pakt) mělo být paktem Francie, SSSR, Československa, Polska, Litvy, Lotyšska, Estonska a Finska o vzájemné pomoci v případě agrese vedené ze strany Německa. V této souvislosti měla být garantována německá východní hranice, zatímco západní hranice Německa, Francie a Belgie byla garantována již na konferenci v Locarnu v roce 1925.

## Locarnská konference
Od 5. do 16. října 1925 zasedali ve švýcarském Locarnu zástupci Velké Británie, Francie, Německa, Belgie, Polska a Československa, aby potvrdili již dříve dohodnuté zásady garančního paktu. Na popud Velké Británie se 14. října přidala rovněž Itálie, v níž britský ministr zahraničních věcí Austen Chamberlain viděl protiváhu Francie. Sám Mussolini přitom zvažoval účast Itálie na dění na severu od Alp, protože se podle něj nejednalo o sféru zájmu Itálie. Nakonec k účasti přispěla snaha posílit pošramocené postavení Itálie na evropské mezinárodní scéně.
Francouzský ministr zahraničí Aristide Briand se snažil prosadit rovněž garanci východní hranice, jeho německý protějšek Gustav Stresemann byl ochoten rozšířit garanci jen na hranici s Belgií. Zástupci Polska a Československa, ministři zahraničí Alexander Skrzyński a Edvard Beneš, byli přizváni až na závěrečná jednání. Jejich výsledkem byly pouze arbitrážní smlouvy s Německem, kterým měla být Francie garantem. Německo naopak získalo slib stálého místa v Radě Společnosti národů a také upravení dalších podmínek jeho vstupu.

## Počátky východního paktu
Idea tzv. východního paktu byla od svého počátku v únoru 1934 neodmyslitelně spojena s osobou Louise Barthoua, nového francouzského ministra zahraničních věcí ve vládě Gastona Doumerguea. Louis Barthou směřoval k obklíčení Německa obranným prstencem navzájem smluvně spojených států, přičemž měla být také garantována neporušitelnost východních hranic Německa. Na systému multilaterálních garančních paktů měl participovat i SSSR, který měl rovněž vstoupit do Společnosti národů a navázat na výsledek konference v Locarnu.  Tím by bylo Německo mocensky převýšeno systémem francouzských spojenců.
Již v listopadu 1932 byla podepsána francouzsko-sovětská smlouva o neútočení, avšak Stalin si v záloze ponechal spojenectví také s Německem, a tak byla v březnu 1933 prodloužena berlínská smlouva. V září 1934 vstoupil podle požadavků Francie Sovětský svaz do Společnosti národů, ale již o měsíc později byl Barthou zavražděn při atentátu na jugoslávského krále Alexandra během jeho návštěvy v Marseille. Nový francouzský ministr zahraničních věcí Pierre Laval se k plánu východního paktu stavěl mnohem opatrněji, takže následně k podpisu francouzsko-sovětské smlouvy o spojenectví a vzájemné pomoci 2. května 1935, došlo de facto jen díky Hitlerovu vyhlášení všeobecné branné povinnosti v březnu téhož roku. Československo-sovětská smlouva, která navazovala na francouzsko-sovětskou a zajišťovala pomoc oběti nevyprovokovaného útoku, byla podepsána 16. května, ale bez zájmu Polska nemohla být naplněna Barthouova prvotní vize. Litva, Lotyšsko a Estonsko sice v září 1934 uzavřeli spojenectví, ale  to bylo dalším regionálním paktem před rozpínajícím se SSSR a Polskem. 